# Llista de topònims d'Ulldemolins
Llista de topònims (noms propis de lloc) del municipi d'Ulldemolins, al Priorat
Informació actualitzada per un bot. Els canvis manuals es perdran quan s'actualitzi!

## avenc
| imatge | Nom                | Ubicat a    | instància de | Detalls | coordenades                                                          | Protecció | Commons (més fotos) | Dades a WD                    |
| ------ | ------------------ | ----------- | ------------ | ------- | -------------------------------------------------------------------- | --------- | ------------------- | ----------------------------- |
|        | avenc del Montlleó | Ulldemolins | avenc        |         | 41° 18′ 43″ N, 0° 49′ 47″ E / 41.311945541115°N,0.829651561024029°E  |           |                     | Modifica les dades a Wikidata |
|        | avenc del Vent     | Ulldemolins | avenc        |         | 41° 18′ 22″ N, 0° 49′ 42″ E / 41.3061558925316°N,0.828314721064519°E |           |                     | Modifica les dades a Wikidata |

## cabana
| imatge | Nom                      | Ubicat a    | instància de | Detalls | coordenades                                                          | Protecció | Commons (més fotos) | Dades a WD                    |
| ------ | ------------------------ | ----------- | ------------ | ------- | -------------------------------------------------------------------- | --------- | ------------------- | ----------------------------- |
|        | Cabana el Xau            | Ulldemolins | cabana       |         | 41° 21′ 17″ N, 0° 49′ 55″ E / 41.3547825232432°N,0.832053759633307°E |           |                     | Modifica les dades a Wikidata |
|        | Maset de l'Espasa        | Ulldemolins | cabana       |         | 41° 20′ 27″ N, 0° 50′ 29″ E / 41.3409234396216°N,0.841285754735472°E |           |                     | Modifica les dades a Wikidata |
|        | cabana de l'Amigó        | Ulldemolins | cabana       |         | 41° 21′ 00″ N, 0° 49′ 58″ E / 41.3500960373616°N,0.832854760278141°E |           |                     | Modifica les dades a Wikidata |
|        | cabana de l'Atxapanet    | Ulldemolins | cabana       |         | 41° 21′ 11″ N, 0° 50′ 03″ E / 41.353086239772°N,0.834285568799347°E  |           |                     | Modifica les dades a Wikidata |
|        | cabana de la Casetes     | Ulldemolins | cabana       |         | 41° 20′ 19″ N, 0° 49′ 35″ E / 41.338715610451°N,0.82639644066263°E   |           |                     | Modifica les dades a Wikidata |
|        | cabana del Barrall       | Ulldemolins | cabana       |         | 41° 20′ 19″ N, 0° 54′ 01″ E / 41.3386919163568°N,0.900288441593787°E |           |                     | Modifica les dades a Wikidata |
|        | cabana del Bepo          | Ulldemolins | cabana       |         | 41° 20′ 15″ N, 0° 53′ 16″ E / 41.3374091615208°N,0.887781630428301°E |           |                     | Modifica les dades a Wikidata |
|        | cabana del Jaume Antonet | Ulldemolins | cabana       |         | 41° 20′ 40″ N, 0° 50′ 17″ E / 41.3443497426462°N,0.838124859486933°E |           |                     | Modifica les dades a Wikidata |
|        | cabana del Josep Inès    | Ulldemolins | cabana       |         | 41° 20′ 16″ N, 0° 49′ 31″ E / 41.3378903508308°N,0.82514518516994°E  |           |                     | Modifica les dades a Wikidata |
|        | cabana del Maleneta      | Ulldemolins | cabana       |         | 41° 20′ 36″ N, 0° 51′ 19″ E / 41.3433372562755°N,0.855249063571781°E |           |                     | Modifica les dades a Wikidata |
|        | cabana del Marino        | Ulldemolins | cabana       |         | 41° 20′ 29″ N, 0° 51′ 16″ E / 41.3413413632895°N,0.854477995989293°E |           |                     | Modifica les dades a Wikidata |
|        | cabana del Moliner       | Ulldemolins | cabana       |         | 41° 20′ 39″ N, 0° 50′ 13″ E / 41.3441177903849°N,0.836805899062192°E |           |                     | Modifica les dades a Wikidata |
|        | cabana del Pagès         | Ulldemolins | cabana       |         | 41° 21′ 02″ N, 0° 53′ 26″ E / 41.3504593595954°N,0.890682591455749°E |           |                     | Modifica les dades a Wikidata |
|        | cabana del Pere Queralt  | Ulldemolins | cabana       |         | 41° 21′ 12″ N, 0° 50′ 19″ E / 41.3533489447555°N,0.838675695296676°E |           |                     | Modifica les dades a Wikidata |
|        | cabana del Queralet      | Ulldemolins | cabana       |         | 41° 21′ 32″ N, 0° 50′ 16″ E / 41.3589891612841°N,0.837819574828552°E |           |                     | Modifica les dades a Wikidata |
|        | cabana del Ramon Ponç    | Ulldemolins | cabana       |         | 41° 20′ 24″ N, 0° 54′ 21″ E / 41.3399800639448°N,0.905732550514121°E |           |                     | Modifica les dades a Wikidata |
|        | corral de l'Anglí        | Ulldemolins | cabana       |         | 41° 20′ 04″ N, 0° 50′ 27″ E / 41.3344321924913°N,0.840950480194907°E |           |                     | Modifica les dades a Wikidata |
|        | corral del Llurba        | Ulldemolins | cabana       |         | 41° 19′ 45″ N, 0° 54′ 18″ E / 41.3290669358836°N,0.904923162311467°E |           |                     | Modifica les dades a Wikidata |
|        | corral del Maleneta      | Ulldemolins | cabana       |         | 41° 20′ 37″ N, 0° 51′ 29″ E / 41.3435355762294°N,0.85815874033327°E  |           |                     | Modifica les dades a Wikidata |
|        | corral del Pagès         | Ulldemolins | cabana       |         | 41° 20′ 22″ N, 0° 53′ 28″ E / 41.3395496607983°N,0.891046740479763°E |           |                     | Modifica les dades a Wikidata |
|        | corral del Peret         | Ulldemolins | cabana       |         | 41° 18′ 57″ N, 0° 55′ 52″ E / 41.3157152946029°N,0.931119653041904°E |           |                     | Modifica les dades a Wikidata |
|        | corral del Queloi        | Ulldemolins | cabana       |         | 41° 20′ 04″ N, 0° 51′ 09″ E / 41.3344413128968°N,0.852505742667108°E |           |                     | Modifica les dades a Wikidata |
|        | corral del Roig          | Ulldemolins | cabana       |         | 41° 20′ 01″ N, 0° 50′ 50″ E / 41.3336765582381°N,0.847249070639495°E |           |                     | Modifica les dades a Wikidata |
|        | corral del Torípio       | Ulldemolins | cabana       |         | 41° 21′ 03″ N, 0° 50′ 30″ E / 41.3509094211338°N,0.841625120450259°E |           |                     | Modifica les dades a Wikidata |
|        | era del Rosset           | Ulldemolins | cabana       |         | 41° 20′ 25″ N, 0° 51′ 17″ E / 41.3402672118147°N,0.854835942640283°E |           |                     | Modifica les dades a Wikidata |

## casa
| imatge | Nom               | Ubicat a    | instància de | Detalls                     | coordenades                                                                  | Protecció                                  | Commons (més fotos)     | Dades a WD                    |
| ------ | ----------------- | ----------- | ------------ | --------------------------- | ---------------------------------------------------------------------------- | ------------------------------------------ | ----------------------- | ----------------------------- |
|        | Cal Bessó         | Ulldemolins | casa         | Estil: arquitectura popular | 41° 19′ 17″ N, 0° 52′ 37″ E / 41.32136°N,0.87698°E                           | bé integrant del patrimoni cultural català | Cal Bessó (Ulldemolins) | Modifica les dades a Wikidata |
|        | Cal Josep Doménec | Ulldemolins | casa         | Estil: arquitectura popular | 41° 19′ 16″ N, 0° 52′ 37″ E / 41.32111°N,0.87681°E ca:C. de la Saltadora, 52 | bé integrant del patrimoni cultural català | Cal Josep Doménec       | Modifica les dades a Wikidata |
|        | Cal Nebot         | Ulldemolins | casa         | Estil: arquitectura popular | 41° 19′ 17″ N, 0° 52′ 38″ E / 41.32132°N,0.87715°E ca:C. Major, 37           | bé integrant del patrimoni cultural català | Cal Nebot (Ulldemolins) | Modifica les dades a Wikidata |
|        | Cal Rafel         | Ulldemolins | casa         | Estil: arquitectura popular | 41° 19′ 15″ N, 0° 52′ 39″ E / 41.32096°N,0.87751°E                           | bé integrant del patrimoni cultural català | Cal Rafel (Ulldemolins) | Modifica les dades a Wikidata |
|        | Cal Roig          | Ulldemolins | casa         | Estil: arquitectura popular | 41° 19′ 19″ N, 0° 52′ 34″ E / 41.32201°N,0.87612°E                           | bé integrant del patrimoni cultural català | Cal Roig (Ulldemolins)  | Modifica les dades a Wikidata |

## cova
| imatge | Nom                  | Ubicat a    | instància de | Detalls | coordenades                                                          | Protecció | Commons (més fotos) | Dades a WD                    |
| ------ | -------------------- | ----------- | ------------ | ------- | -------------------------------------------------------------------- | --------- | ------------------- | ----------------------------- |
|        | Cova Badada          | Ulldemolins | cova         |         | 41° 21′ 04″ N, 0° 49′ 46″ E / 41.3511191951253°N,0.829318599313698°E |           |                     | Modifica les dades a Wikidata |
|        | Cova Llarga          | Ulldemolins | cova         |         | 41° 19′ 04″ N, 0° 50′ 07″ E / 41.3177094578271°N,0.835362011129306°E |           |                     | Modifica les dades a Wikidata |
|        | Cova Menga           | Ulldemolins | cova         |         | 41° 18′ 32″ N, 0° 50′ 54″ E / 41.3089531537824°N,0.848242078961939°E |           |                     | Modifica les dades a Wikidata |
|        | Coves Fortaleses     | Ulldemolins | cova         |         | 41° 18′ 38″ N, 0° 49′ 14″ E / 41.3106202927171°N,0.820533311762968°E |           |                     | Modifica les dades a Wikidata |
|        | Coves Roges          | Ulldemolins | cova         |         | 41° 19′ 32″ N, 0° 50′ 52″ E / 41.3255420170332°N,0.847660330216578°E |           |                     | Modifica les dades a Wikidata |
|        | Coveta de l'Amor     | Ulldemolins | cova         |         | 41° 20′ 15″ N, 0° 52′ 15″ E / 41.3376302739874°N,0.870948141181707°E |           |                     | Modifica les dades a Wikidata |
|        | Coveta de l'Heura    | Ulldemolins | cova         |         | 41° 20′ 17″ N, 0° 52′ 52″ E / 41.3380772054828°N,0.8810079408677°E   |           |                     | Modifica les dades a Wikidata |
|        | cova de Mònecs       | Ulldemolins | cova         |         | 41° 19′ 01″ N, 0° 48′ 34″ E / 41.3170550242298°N,0.809351803762286°E |           |                     | Modifica les dades a Wikidata |
|        | cova de Pere Queralt | Ulldemolins | cova         |         | 41° 19′ 38″ N, 0° 49′ 09″ E / 41.3271398944535°N,0.819158198764973°E |           |                     | Modifica les dades a Wikidata |
|        | cova de l'Argamassa  | Ulldemolins | cova         |         | 41° 18′ 15″ N, 0° 49′ 04″ E / 41.3040385213697°N,0.817802332372872°E |           |                     | Modifica les dades a Wikidata |
|        | cova de l'Espardenya | Ulldemolins | cova         |         | 41° 19′ 03″ N, 0° 48′ 57″ E / 41.3175219124532°N,0.815906892484677°E |           |                     | Modifica les dades a Wikidata |
|        | cova de la Pastera   | Ulldemolins | cova         |         | 41° 19′ 13″ N, 0° 50′ 12″ E / 41.3201393044288°N,0.836691354331131°E |           |                     | Modifica les dades a Wikidata |
|        | cova del Blai        | Ulldemolins | cova         |         | 41° 19′ 34″ N, 0° 50′ 50″ E / 41.3260272611886°N,0.847118626353148°E |           |                     | Modifica les dades a Wikidata |
|        | cova del Boronat     | Ulldemolins | cova         |         | 41° 19′ 24″ N, 0° 49′ 07″ E / 41.3234104056188°N,0.818649367830037°E |           |                     | Modifica les dades a Wikidata |
|        | cova del Corb        | Ulldemolins | cova         |         | 41° 18′ 13″ N, 0° 52′ 09″ E / 41.3035686739115°N,0.869142491404654°E |           |                     | Modifica les dades a Wikidata |
|        | cova del Diable      | Ulldemolins | cova         |         | 41° 18′ 49″ N, 0° 51′ 37″ E / 41.3137194104598°N,0.860401735850459°E |           |                     | Modifica les dades a Wikidata |
|        | cova del Nebot       | Ulldemolins | cova         |         | 41° 21′ 16″ N, 0° 50′ 32″ E / 41.3545695076169°N,0.842281148078183°E |           |                     | Modifica les dades a Wikidata |
|        | cova del Purgatori   | Ulldemolins | cova         |         | 41° 20′ 18″ N, 0° 50′ 31″ E / 41.3384403868524°N,0.841917513416877°E |           |                     | Modifica les dades a Wikidata |
|        | cova dels Maquis     | Ulldemolins | cova         |         | 41° 18′ 48″ N, 0° 48′ 49″ E / 41.3132972911635°N,0.813515421179181°E |           |                     | Modifica les dades a Wikidata |
|        | cova dels Morts      | Ulldemolins | cova         |         | 41° 18′ 33″ N, 0° 49′ 36″ E / 41.3092673557763°N,0.826622702755384°E |           |                     | Modifica les dades a Wikidata |
|        | cova dels Sants      | Ulldemolins | cova         |         | 41° 18′ 34″ N, 0° 51′ 01″ E / 41.3093500306282°N,0.850200002293325°E |           |                     | Modifica les dades a Wikidata |
|        | coves del Francès    | Ulldemolins | cova         |         | 41° 18′ 44″ N, 0° 49′ 19″ E / 41.3122221835921°N,0.821889541331768°E |           |                     | Modifica les dades a Wikidata |
|        | coves del Llord      | Ulldemolins | cova         |         | 41° 20′ 19″ N, 0° 50′ 59″ E / 41.3386224292508°N,0.84971529240036°E  |           |                     | Modifica les dades a Wikidata |
|        | coves del Moliner    | Ulldemolins | cova         |         | 41° 18′ 59″ N, 0° 49′ 51″ E / 41.3165157258394°N,0.830802076490955°E |           |                     | Modifica les dades a Wikidata |
|        | les Voltetes         | Ulldemolins | cova         |         | 41° 18′ 17″ N, 0° 51′ 22″ E / 41.304757537686°N,0.856048435640769°E  |           |                     | Modifica les dades a Wikidata |

## curs d'aigua
| imatge | Nom             | Ubicat a                              | instància de | Detalls                    | coordenades                                                                                               | Protecció | Commons (més fotos) | Dades a WD                    |
| ------ | --------------- | ------------------------------------- | ------------ | -------------------------- | --- | --------- | ------------------- | ----------------------------- |
|        | riu de Montsant | Priorat                               | curs d'aigua | Desemboca: riu de Siurana  | 41° 19′ 19″ N, 0° 51′ 23″ E / 41.321866°N,0.856384°E 41° 10′ 15″ N, 0° 44′ 59″ E / 41.17089°N,0.749689°E  |           | Riu de Montsant     | Modifica les dades a Wikidata |
|        | riu de Prades   | Prades Vilanova de Prades Ulldemolins | curs d'aigua | Desemboca: riu de Montsant | 41° 19′ 19″ N, 0° 51′ 23″ E / 41.322063°N,0.856445°E 41° 19′ 40″ N, 1° 00′ 55″ E / 41.327762°N,1.015378°E |           |                     | Modifica les dades a Wikidata |

## església
| imatge | Nom                                       | Ubicat a    | instància de     | Detalls                             | coordenades                                                        | Protecció                      | Commons (més fotos)                                | Dades a WD                    |
| ------ | ----------------------------------------- | ----------- | ---------------- | ----------------------------------- | ------------------------------------------------------------------ | ------------------------------ | -------------------------------------------------- | ----------------------------- |
|        | Colldemònecs                              | Ulldemolins | església capella |                                     | 41° 19′ 28″ N, 0° 48′ 10″ E / 41.324405441433°N,0.80271948152253°E |                                |                                                    | Modifica les dades a Wikidata |
|        | Sant Antoni i Santa Bàrbara d'Ulldemolins | Ulldemolins | església ermita  | Estil: arquitectura popular         | 41° 18′ 42″ N, 0° 51′ 27″ E / 41.3116°N,0.85761°E                  | bé cultural d'interès local    | Sant Antoni i Santa Bàrbara d'Ulldemolins          | Modifica les dades a Wikidata |
|        | Sant Bartomeu de Fraguerau                | Ulldemolins | església ermita  | Estil: arquitectura romànica        | 41° 19′ 03″ N, 0° 49′ 31″ E / 41.31763°N,0.82524°E                 | bé cultural d'interès local    | Sant Bartomeu de Fraguerau                         | Modifica les dades a Wikidata |
|        | Santa Magdalena d'Ulldemolins             | Ulldemolins | església ermita  | Estil: arquitectura del Renaixement | 41° 18′ 29″ N, 0° 51′ 53″ E / 41.30807°N,0.86463°E                 | bé cultural d'interès local    | Santa Magdalena d'Ulldemolins                      | Modifica les dades a Wikidata |
|        | Santuari de la Mare de Déu de Loreto      | Ulldemolins | església         | Estil: arquitectura barroca         | 41° 19′ 14″ N, 0° 52′ 47″ E / 41.32068°N,0.87969°E                 | bé cultural d'interès local    | Santuari de la Mare de Déu de Loreto (Ulldemolins) | Modifica les dades a Wikidata |
|        | església de Sant Jaume                    | Ulldemolins | església         | Estil: arquitectura del Renaixement | 41° 19′ 20″ N, 0° 52′ 34″ E / 41.322288°N,0.876239°E               | bé cultural d'interès nacional | Sant Jaume d'Ulldemolins                           | Modifica les dades a Wikidata |

## font
| imatge | Nom                | Ubicat a    | instància de | Detalls                                  | coordenades                                                                                                 | Protecció                                  | Commons (més fotos)      | Dades a WD                    |
| ------ | ------------------ | ----------- | ------------ | ---------------------------------------- | --- | ------------------------------------------ | ------------------------ | ----------------------------- |
|        | Fontalba           | Ulldemolins | font         |                                          | 41° 18′ 07″ N, 0° 52′ 28″ E / 41.3019913145912°N,0.874437277371501°E                                        |                                            |                          | Modifica les dades a Wikidata |
|        | font Vella         | Ulldemolins | font         | Estil: arquitectura popular 14th century | 41° 19′ 15″ N, 0° 52′ 59″ E / 41.320769°N,0.88316°E 655 msnm                                                | bé integrant del patrimoni cultural català | Font Vella (Ulldemolins) | Modifica les dades a Wikidata |
|        | font de Fontalba   | Ulldemolins | font         | Estil: arquitectura popular              | 41° 18′ 49″ N, 0° 52′ 40″ E / 41.313587°N,0.87782°E                                                         | bé integrant del patrimoni cultural català |                          | Modifica les dades a Wikidata |
|        | font de les Xiques | Ulldemolins | font         |                                          | 41° 18′ 29″ N, 0° 52′ 06″ E / 41.3081200591821°N,0.868325318003946°E                                        |                                            |                          | Modifica les dades a Wikidata |
|        | font del Queralet  | Ulldemolins | font         |                                          | 41° 18′ 55″ N, 0° 51′ 43″ E / 41.3152242801692°N,0.861893591259571°E                                        |                                            |                          | Modifica les dades a Wikidata |
|        | font dels Cossis   | Ulldemolins | font         |                                          | 41° 19′ 04″ N, 0° 49′ 30″ E / 41.317677574145335°N,0.8249455690383912°E balma de Sant Bartomeu de Fraguerau |                                            | Font dels Cossis         | Modifica les dades a Wikidata |

## masia
| imatge | Nom                | Ubicat a    | instància de | Detalls | coordenades                                                          | Protecció | Commons (més fotos) | Dades a WD                    |
| ------ | ------------------ | ----------- | ------------ | ------- | -------------------------------------------------------------------- | --------- | ------------------- | ----------------------------- |
|        | Mas de l'Atxapan   | Ulldemolins | masia        |         | 41° 21′ 25″ N, 0° 50′ 21″ E / 41.3569417706555°N,0.839106674861338°E |           |                     | Modifica les dades a Wikidata |
|        | Mas de l'Esclauet  | Ulldemolins | masia        |         | 41° 19′ 32″ N, 0° 49′ 16″ E / 41.3254375069627°N,0.821055017137781°E |           |                     | Modifica les dades a Wikidata |
|        | Mas del Bessó      | Ulldemolins | masia        |         | 41° 19′ 48″ N, 0° 52′ 01″ E / 41.330119565689°N,0.86705195822164°E   |           |                     | Modifica les dades a Wikidata |
|        | Mas del Fererone   | Ulldemolins | masia        |         | 41° 19′ 25″ N, 0° 53′ 51″ E / 41.3237421175185°N,0.897423176372608°E |           |                     | Modifica les dades a Wikidata |
|        | Mas del Gaspar     | Ulldemolins | masia        |         | 41° 20′ 35″ N, 0° 54′ 32″ E / 41.3431021222855°N,0.909014772866996°E |           |                     | Modifica les dades a Wikidata |
|        | Mas del Llurba     | Ulldemolins | masia        |         | 41° 20′ 28″ N, 0° 49′ 30″ E / 41.341038532656°N,0.82486705384092°E   |           |                     | Modifica les dades a Wikidata |
|        | Mas del Marian     | Ulldemolins | masia        |         | 41° 19′ 33″ N, 0° 49′ 32″ E / 41.3257015742067°N,0.825490978794786°E |           |                     | Modifica les dades a Wikidata |
|        | Mas del Moliner    | Ulldemolins | masia        |         | 41° 20′ 36″ N, 0° 54′ 42″ E / 41.343310584358°N,0.911565743437539°E  |           |                     | Modifica les dades a Wikidata |
|        | Mas del Panto      | Ulldemolins | masia        |         | 41° 20′ 08″ N, 0° 52′ 56″ E / 41.335514215564°N,0.882202406253558°E  |           |                     | Modifica les dades a Wikidata |
|        | Mas del Poncet     | Ulldemolins | masia        |         | 41° 19′ 37″ N, 0° 49′ 23″ E / 41.3270795062948°N,0.823103230681039°E |           |                     | Modifica les dades a Wikidata |
|        | Mas del Ponç       | Ulldemolins | masia        |         | 41° 20′ 26″ N, 0° 54′ 01″ E / 41.340636359898°N,0.90017139411046°E   |           |                     | Modifica les dades a Wikidata |
|        | Mas del Roig       | Ulldemolins | masia        |         | 41° 19′ 57″ N, 0° 50′ 47″ E / 41.332499068689°N,0.846415536061477°E  |           |                     | Modifica les dades a Wikidata |
|        | Mas del Solanes    | Ulldemolins | masia        |         | 41° 20′ 11″ N, 0° 52′ 56″ E / 41.3364440130237°N,0.88231567941369°E  |           |                     | Modifica les dades a Wikidata |
|        | Mas del Tura       | Ulldemolins | masia        |         | 41° 19′ 49″ N, 0° 49′ 22″ E / 41.3303260047751°N,0.822839774606692°E |           |                     | Modifica les dades a Wikidata |
|        | Maset del Figueres | Ulldemolins | masia        |         | 41° 18′ 40″ N, 0° 53′ 09″ E / 41.3110389412218°N,0.885933665384134°E |           |                     | Modifica les dades a Wikidata |
|        | l'Olla             | Ulldemolins | masia        |         | 41° 19′ 27″ N, 0° 52′ 51″ E / 41.3240604607797°N,0.880900728652567°E |           |                     | Modifica les dades a Wikidata |
|        | la Ferreteria      | Ulldemolins | masia        |         | 41° 19′ 52″ N, 0° 51′ 23″ E / 41.3311818460752°N,0.856424668318547°E |           |                     | Modifica les dades a Wikidata |

## molí d'aigua
| imatge | Nom                | Ubicat a    | instància de | Detalls                                   | coordenades                                                                  | Protecció                                  | Commons (més fotos)              | Dades a WD                    |
| ------ | ------------------ | ----------- | ------------ | ----------------------------------------- | ---------------------------------------------------------------------------- | ------------------------------------------ | -------------------------------- | ----------------------------- |
|        | Molí d'en Vaquer   | Ulldemolins | molí d'aigua |                                           | 41° 19′ 24″ N, 0° 51′ 16″ E / 41.3234424628876°N,0.854360534374426°E         |                                            |                                  | Modifica les dades a Wikidata |
|        | Molí de l'Espasa   | Ulldemolins | molí d'aigua | Estil: arquitectura popular Estat: ruïnós | 41° 19′ 13″ N, 0° 51′ 23″ E / 41.3202015613519°N,0.85637845322116°E 565 msnm | bé integrant del patrimoni cultural català |                                  | Modifica les dades a Wikidata |
|        | Molí del Marian    | Ulldemolins | molí d'aigua |                                           | 41° 19′ 12″ N, 0° 52′ 54″ E / 41.3200220711895°N,0.881700655188703°E         |                                            |                                  | Modifica les dades a Wikidata |
|        | el Molí de la Vila | Ulldemolins | molí d'aigua | Estil: arquitectura popular               | 41° 19′ 42″ N, 0° 52′ 40″ E / 41.32824°N,0.87773°E                           | bé integrant del patrimoni cultural català | El Molí de la Vila (Ulldemolins) | Modifica les dades a Wikidata |
|        | lo Molí Nou        | Ulldemolins | molí d'aigua | Estil: arquitectura popular               | 41° 19′ 17″ N, 0° 50′ 53″ E / 41.3213160664439°N,0.848050340734965°E         | bé integrant del patrimoni cultural català |                                  | Modifica les dades a Wikidata |

## muntanya
| imatge | Nom                        | Ubicat a                          | instància de             | Detalls | coordenades                                                         | Protecció | Commons (més fotos)        | Dades a WD                    |
| ------ | -------------------------- | --------------------------------- | ------------------------ | ------- | ------------------------------------------------------------------- | --------- | -------------------------- | ----------------------------- |
|        | Collet de l'Arçons         | Ulldemolins                       | muntanya                 |         | 41° 19′ 22″ N, 0° 52′ 07″ E / 41.3227°N,0.868531°E 671.5 msnm       |           |                            | Modifica les dades a Wikidata |
|        | Punta de la Galera         | la Morera de Montsant Ulldemolins | muntanya                 |         | 41° 18′ 21″ N, 0° 51′ 34″ E / 41.30571944°N,0.85940278°E 953.6 msnm |           |                            | Modifica les dades a Wikidata |
|        | Punta del General          | Ulldemolins la Pobla de Cérvoles  | muntanya                 |         | 41° 20′ 29″ N, 0° 52′ 41″ E / 41.341427°N,0.878149°E 923 msnm       |           | Punta del General          | Modifica les dades a Wikidata |
|        | Punta del Llurba           | la Morera de Montsant Ulldemolins | muntanya                 |         | 41° 18′ 03″ N, 0° 52′ 10″ E / 41.3007°N,0.869544°E 1103.5 msnm      |           | Punta del Llurba           | Modifica les dades a Wikidata |
|        | Punta del Peret            | la Morera de Montsant Ulldemolins | muntanya                 |         | 41° 17′ 59″ N, 0° 52′ 47″ E / 41.29960556°N,0.879675°E 1045 msnm    |           |                            | Modifica les dades a Wikidata |
|        | Punta dels Pins Carrassers | la Morera de Montsant Ulldemolins | muntanya                 |         | 41° 18′ 20″ N, 0° 50′ 31″ E / 41.305632°N,0.842026°E 1062 msnm      |           | Punta dels Pins Carrassers | Modifica les dades a Wikidata |
|        | Roca del Llençol           | Ulldemolins                       | muntanya                 |         | 41° 18′ 13″ N, 0° 51′ 49″ E / 41.3036°N,0.863564°E 1054.5 msnm      |           |                            | Modifica les dades a Wikidata |
|        | la Sella                   | Ulldemolins                       | muntanya                 |         | 41° 18′ 46″ N, 0° 49′ 11″ E / 41.3128°N,0.819594°E 777.3 msnm       |           |                            | Modifica les dades a Wikidata |
|        | la Venta                   | Margalef Ulldemolins Juncosa      | muntanya                 |         | 41° 19′ 37″ N, 0° 48′ 45″ E / 41.32708333°N,0.81261111°E 792.6 msnm |           |                            | Modifica les dades a Wikidata |
|        | lo Camell                  | Ulldemolins                       | muntanya formació rocosa |         | 41° 18′ 53″ N, 0° 49′ 48″ E / 41.314683°N,0.829907°E                |           | Lo Camell                  | Modifica les dades a Wikidata |
|        | los Tres Jurats Petits     | Ulldemolins                       | muntanya cim             |         | 41° 18′ 56″ N, 0° 50′ 10″ E / 41.315447°N,0.835998°E 612 msnm       |           | Los Tres Jurats Petits     | Modifica les dades a Wikidata |

## pont
| imatge | Nom            | Ubicat a    | instància de | Detalls                                 | coordenades                                                          | Protecció | Commons (més fotos)          | Dades a WD                    |
| ------ | -------------- | ----------- | ------------ | --------------------------------------- | -------------------------------------------------------------------- | --------- | ---------------------------- | ----------------------------- |
|        | la Palanca     | Ulldemolins | pont         |                                         | 41° 19′ 41″ N, 0° 52′ 39″ E / 41.3281408575284°N,0.877494494220329°E |           |                              | Modifica les dades a Wikidata |
|        | lo Pont Penjat | Ulldemolins | pont         | Travessa: riu de Montsant Estat: ruïnós | 41° 18′ 47″ N, 0° 49′ 48″ E / 41.3129599890466°N,0.829952385713014°E |           | Lo Pont Penjat (Ulldemolins) | Modifica les dades a Wikidata |

## serra
| imatge | Nom               | Ubicat a | instància de | Detalls            | coordenades | Protecció | Commons (més fotos) | Dades a WD                    |
| ------ | ----------------- | --- | ------------ | ------------------ | --- | --------- | ------------------- | ----------------------------- |
|        | serra de Montsant | la Morera de Montsant Cabassers Ulldemolins Cornudella de Montsant la Vilella Alta la Vilella Baixa la Bisbal de Montsant la Figuera Margalef | serra        | Superfície: 135km² | 41° 17′ 35″ N, 0° 47′ 52″ E / 41.29295278°N,0.79780278°E                                                                |           | Montsant            | Modifica les dades a Wikidata |
|        | serra de la Llena | Vilanova de Prades Ulldemolins la Pobla de Cérvoles el Vilosell                                                                               | serra        |                    | 41° 20′ 36″ N, 0° 53′ 32″ E / 41.34333333°N,0.89222222°E 41° 20′ 23″ N, 0° 52′ 10″ E / 41.3397°N,0.869423°E 1021.2 msnm |           | Serra de la Llena   | Modifica les dades a Wikidata |

## Misc
| imatge | Nom                                 | Ubicat a    | instància de                                   | Detalls                                                            | coordenades                                                                           | Protecció                                            | Commons (més fotos)                             | Dades a WD                    |
| ------ | ----------------------------------- | ----------- | ---------------------------------------------- | ------------------------------------------------------------------ | ------------------------------------------------------------------------------------- | ---------------------------------------------------- | ----------------------------------------------- | ----------------------------- |
|        | Cadolles fondes                     | Ulldemolins | indret canyó                                   |                                                                    | 41° 18′ 55″ N, 0° 50′ 32″ E / 41.315376°N,0.842291°E riu de Montsant                  |                                                      | Cadolles fondes                                 | Modifica les dades a Wikidata |
|        | Castell d'Ulldemolins               | Ulldemolins | castell                                        | Estil: arquitectura romànica 12nd century                          | 41° 19′ 21″ N, 0° 52′ 34″ E / 41.3225°N,0.876202°E ca:Pla de l'Església 650 msnm      | bé d'interès cultural bé cultural d'interès nacional |                                                 | Modifica les dades a Wikidata |
|        | Congost de Fraguerau                | Ulldemolins | canyó                                          |                                                                    | 41° 18′ 57″ N, 0° 49′ 55″ E / 41.315704°N,0.831895°E                                  |                                                      | Congost de Fraguerau                            | Modifica les dades a Wikidata |
|        | Portal del Roser                    | Ulldemolins | porta de ciutat                                |                                                                    | 41° 19′ 15″ N, 0° 52′ 39″ E / 41.320784°N,0.877635°E                                  |                                                      | Portal del Roser (Ulldemolins)                  | Modifica les dades a Wikidata |
|        | Roca Balladora                      | Ulldemolins | menhir                                         |                                                                    | 41° 18′ 55″ N, 0° 49′ 58″ E / 41.315320573895°N,0.832860659334821°E                   |                                                      |                                                 | Modifica les dades a Wikidata |
|        | Safareig d'Ulldemolins              | Ulldemolins | safareig                                       | Estil: arquitectura popular                                        | 41° 19′ 23″ N, 0° 52′ 38″ E / 41.323111°N,0.877105°E ca:Carrer de Jacint Verdaguer, 3 | bé integrant del patrimoni cultural català           |                                                 | Modifica les dades a Wikidata |
|        | Sierra de la Llena                  | Ulldemolins | vèrtex geodèsic                                | Alt: 1.2m                                                          | 41° 20′ 29″ N, 0° 52′ 41″ E / 41.341414°N,0.878154°E 923.487 msnm                     |                                                      |                                                 | Modifica les dades a Wikidata |
|        | Ulldemolins                         | Ulldemolins | entitat singular de població capital municipal | 414 hab                                                            | 41° 19′ 20″ N, 0° 52′ 35″ E / 41.32216°N,0.8765°E 648 msnm                            |                                                      |                                                 | Modifica les dades a Wikidata |
|        | arcades de la plaça de l'Església   | Ulldemolins | edifici                                        | Estil: arquitectura popular                                        | 41° 19′ 20″ N, 0° 52′ 34″ E / 41.32233°N,0.87601°E ca:Pl. de l'Església, 8            | bé integrant del patrimoni cultural català           | Arcades de la plaça de l'Església (Ulldemolins) | Modifica les dades a Wikidata |
|        | balma de Sant Bartomeu de Fraguerau | Ulldemolins | abric rocós cova edifici                       | Llarg: 91m                                                         | 41° 19′ 03″ N, 0° 49′ 30″ E / 41.31748418174774°N,0.8250689506530763°E                |                                                      | Balma de Sant Bartomeu de Fraguerau             | Modifica les dades a Wikidata |
|        | casa consistorial d'Ulldemolins     | Ulldemolins | casa consistorial                              |                                                                    | 41° 19′ 22″ N, 0° 52′ 35″ E / 41.3227145°N,0.8762844°E                                |                                                      | Casa de la vila d'Ulldemolins                   | Modifica les dades a Wikidata |
|        | cementiri d'Ulldemolins             | Ulldemolins | cementiri                                      |                                                                    | 41° 19′ 32″ N, 0° 52′ 39″ E / 41.325694°N,0.877419°E                                  |                                                      | Cementiri d'Ulldemolins                         | Modifica les dades a Wikidata |
|        | centre històric d'Ulldemolins       | Ulldemolins | centre històric                                |                                                                    | 41° 19′ 20″ N, 0° 52′ 35″ E / 41.322286°N,0.876265°E                                  | bé cultural d'interès local                          |                                                 | Modifica les dades a Wikidata |
|        | coves del Fem                       | Ulldemolins | jaciment arqueològic cova                      |                                                                    | 41° 19′ 12″ N, 0° 50′ 41″ E / 41.32001269342602°N,0.8446529318804813°E                |                                                      |                                                 | Modifica les dades a Wikidata |
|        | creu de terme d'Ulldemolins         | Ulldemolins | creu de terme                                  | Estil: arquitectura popular                                        | 41° 19′ 21″ N, 0° 52′ 34″ E / 41.322421°N,0.876228°E                                  | bé integrant del patrimoni cultural català           | Creu de terme d'Ulldemolins                     | Modifica les dades a Wikidata |
|        | saüquer de Fontalba                 | Ulldemolins | arbre singular                                 | Taxon: saüc (Sambucus nigra) Ample: 13.5m Alt: 11m Perímetre: 1.9m | 41° 18′ 49″ N, 0° 52′ 40″ E / 41.3135°N,0.87784°E ca:Hort de Fontalba 604 msnm        | arbre monumental                                     | Saüquer de Fontalba                             | Modifica les dades a Wikidata |